# Lijst van tunnels in Brussel
Dit is een lijst van tunnels in Brussel.

## Wegtunnels
Lijst van wegtunnels van minstens 100 m in het Brussels Hoofdstedelijk Gewest:
| Naam                                          | Lengte [m] | Jaartal | Gemeente(s)                    |
| --------------------------------------------- | ---------- | ------- | ------------------------------ |
| Annie Cordytunnel, voorheen Leopold II-tunnel | 2534       | 1986    | Brussel, Sint-Jans-Molenbeek   |
| Belliardtunnel                                | 2143       | 1993    | Brussel                        |
| Reyerstunnel                                  | 650        | 1974    | Schaarbeek                     |
| Hallepoorttunnel                              | 635        | 1983    | Brussel                        |
| Jubelparktunnel                               | 628        | 1974    | Etterbeek                      |
| Montgomerytunnel                              | 600        | 1971    | Etterbeek, Sint-Pieters-Woluwe |
| Rogiertunnel                                  | 570        | 1957    | Brussel                        |
| Wettunnel                                     | 505        | 1968    | Brussel                        |
| Baljuwtunnel                                  | 362        | 1963    | Brussel                        |
| Stefaniatunnel                                | 465        | 1957    | Brussel                        |
| Louizatunnel                                  | 307        | 1957    | Brussel                        |
| Troontunnel                                   | 304        | 1967    | Brussel                        |
| Kruidtuintunnel                               | 260        | 1957    | Brussel                        |
| Tervurentunnel                                | 206        | 1972    | Sint-Pieters-Woluwe            |
| Montgomerytunnel                              | 140        | 1974    | Schaarbeek                     |
| Woluwetunnel                                  | 136        | 1979    | Sint-Lambrechts-Woluwe         |
| Reyers-Meisertunnel                           | 124        | 1972    | Schaarbeek                     |

## Spoorwegtunnels
| Naam                               | Lengte [m] | Jaartal | Gemeente(s)                       |
| ---------------------------------- | ---------- | ------- | --------------------------------- |
| Jubelparktunnel                    | 2.331      | 1924    | Etterbeek, Schaarbeek             |
| Tunnel van de Noord-Zuidverbinding | 1.948      | 1952    | Brussel-stad                      |
| Schuman-Josaphattunnel             | 1.250      | 2016    | Brussel-stad, Schaarbeek          |
| Tunnel van Boondaal                | 1.063      | 1926    | Elsene, Ukkel                     |
| Schumantunnel                      | 970        |         | Brussel-stad, Sint-Joost-ten-Node |
| Deschaneltunnel                    | 548        |         | Sint-Joost-ten-Node, Schaarbeek   |
| Josaphattunnel                     | 385        |         | Schaarbeek                        |